# 851
El 851 (DCCCLI) fou un any comú començat en dijous del calendari julià.

## Esdeveniments
- Primera menció de les Illes Andaman, a prop de l'Índia
- Els danesos i noruecs s'enfronten pel control d'Irlanda
- Publicació de De praedestinatione de Joan Escot Eriúgena